# نبرد کاپورتو
نبرد کاپورتو (همچنین معروف است به نبرد دوازدهم ایزونزو) از ۲۴ اکتبر تا ۱۹ نوامبر ۱۹۱۷ میلادی به طول انجامید. این نبرد در نزدیکی شهر کوبارید (شمال غربی اسلوونی کنونی) در جریان جبهه ایتالیا در جنگ جهانی اول رخ داد. از آنجا که شهر کوبارید را در زبان آلمانی، کارفریت نیز می‌نامند، این نبرد به نبرد کارفریت معروف شد.
نیروهای اتریش-مجارستان که توسط واحدهای آلمانی تقویت شده بودند، به آسانی توانستند وارد خطوط مقدم جبهه ایتالیا شوند و ضربات مرگباری به ارتش این کشور وارد آورند؛ در حالی که واحدهای ارتش ایتالیا عملاً هیچ‌گونه هماهنگی و ارتباطی‌ای با هم نداشتند. استفادهٔ آلمانی‌ها از طلایه‌داران ارتششان نقش اساسی در این پیروزی داشت و استفاده آنان از گاز سمی نیز در متلاشی کردن خطوط ایتالیا اثرگذار بود.